# Gà Hồ
Gà Hồ là một giống gà quý ở Việt Nam, nuôi sống chủ yếu ở Khu dân cư Lạc Thổ, phường Hồ, thị xã Thuận Thành, tỉnh Bắc Ninh. Đây là một trong những linh vật động vật của Việt Nam.

## Đặc điểm
Gà Hồ có tầm vóc khá to so với các giống gà địa phương khác.Gà trống có hai màu lông chính là màu đen ánh xanh (mã lĩnh) và màu đỏ đậm (giống màu quả mận chín, mã mận). Một con gà trống được xác định là màu mã lĩnh hay màu mã mận khi trên thân gà màu lông nào chiếm đến 2/3 thì gọi màu đấy. Gà mái có ba màu lông là màu đất sét (mã thó), màu lông chim sẻ (mã sẻ) và màu vỏ quả nhãn khô (mã nhãn). Gà Hồ có đầu giống hình đầu con công hay còn gọi là "đầu công". Mào gà gọn giống hình múi chanh úp ngược hoặc hình quả dâu trên đầu, có màu đỏ. Còn đuôi gà thường xòe to như cái nơm, các lông đuôi bằng nhau. Mỗi khi những chú gà trống cất tiếng gáy, người ta dễ nhìn thấy cái đuôi nơm ấy. Cánh gà úp vào thân giống như hai vỏ chai úp vào thân gọi là cánh úp vỏ chai. Chân gà Hồ thường to, thấp, tròn (quản), có 3 hàng vẩy, vẩy chân mịn màu vỏ đỗ nành.
Gà trống có dáng cao, to và trường thân, lưng vuông, ngực nở rộng, trọng lượng của một chú gà trống khi trường thành nặng từ 4,5 - 5,5 kg. Trọng lượng của gà mái khi trưởng thành từ  3,5 - 4,0 kg. Do trọng lượng lớn, chậm chạp nên việc ấp trứng, nuôi con của gà mái rất vụng. Cũng vì thế mà trứng ấp không nở hết, số lượng gà con trong từng đàn cũng ít nhiều so với gà ri. Cũng theo ông Chung, gà Hồ và gà Đông Cảo của vùng Văn Giang, tỉnh Hưng Yên cũng có những điểm khác nhau về hình dáng. So với gà Hồ thì gà Đông Cảo dáng thấp hơn, chân to hơn, trọng lượng tối đa của một chú gà Đông Cảo cũng nhẹ hơn, chỉ đến khoảng 4,5 kg.

## Bảo tồn và phát triển
Nhằm bảo tồn nguồn gen quý hiếm của gà Hồ, Học viện Nông nghiệp Việt Nam và Viện chăn nuôi quốc gia đã tài trợ kinh phí, đầu tư giúp đỡ đưa cán bộ về nằm vùng, theo dõi, gìn giữ, nuôi sinh sản. Hàng năm,hội thi gà Hồ được tổ chức thường niên vào các dịp đầu xuân.

## Thị trường
Một con gà Hồ bóc trứng giá cỡ 120.000-150.000đ, một kg gà thịt khoảng năm rưỡi, hai năm tuổi giá từ 350.000-500.000đ/kg nên một con gà cũng khoảng 1,5-3 triệu đồng. Ấy vậy mà muốn ăn được thưởng thức một miếng thịt gà Hồ phải đặt từ lúc giêng, hai bởi không có nhiều, có sẵn mà bán. Mỗi con gà đã có cả "chồng gạch" đặt sẵn từ khi chúng còn chưa nhổ giò, bốc dáng.

## Linh vật

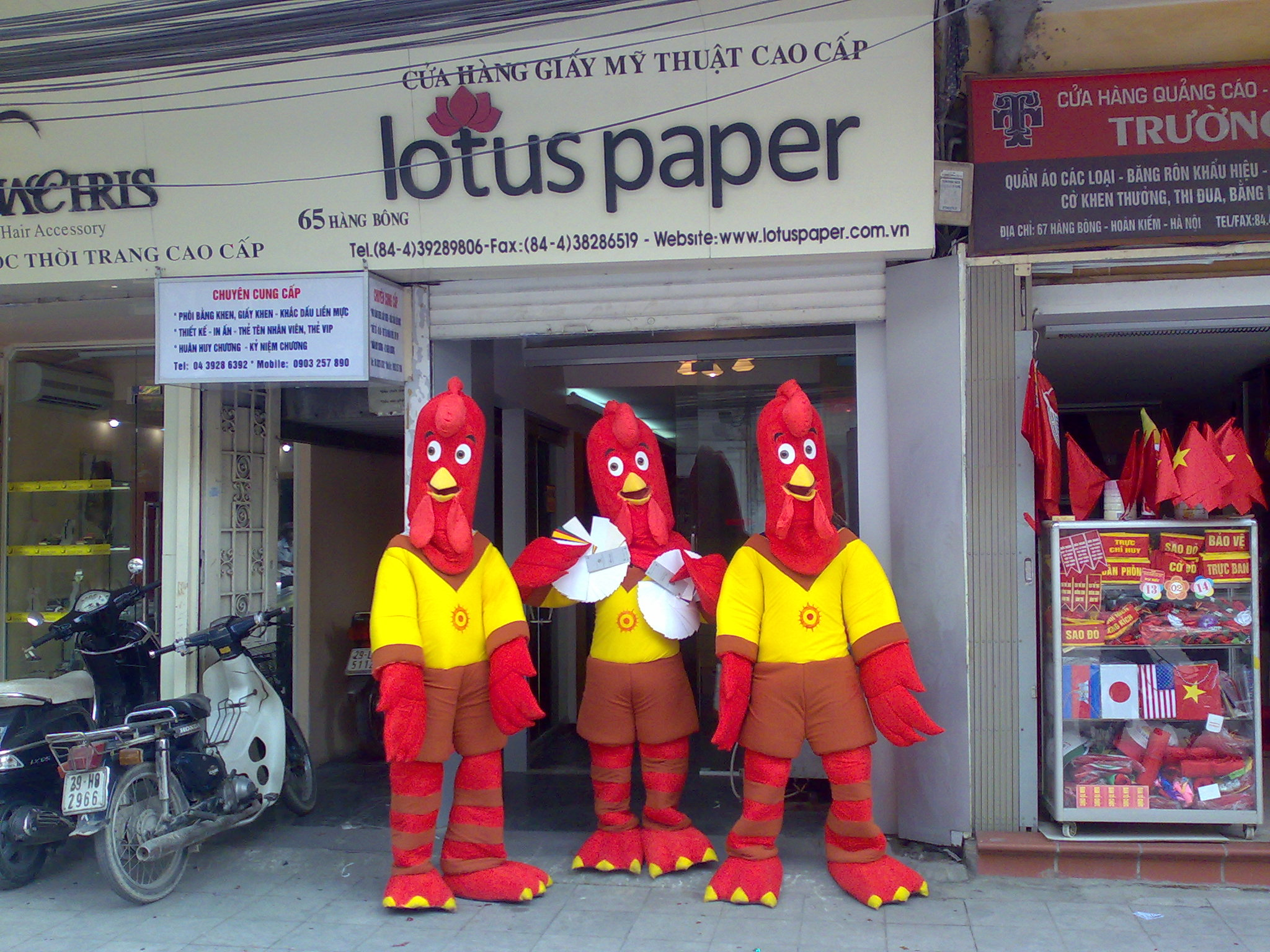
Hóa trang gà Hồ tại Hà Nội năm 2009

Giống như con trâu, gà là một giống vật nuôi gần gũi và thân thiết với người dân Việt. Theo quan niệm dân gian, gà mang đủ năm đức tính tốt của người quân tử: Văn - Võ - Dũng - Nhân - Tín. Đặc biệt hơn, gà Hồ là một giống gà quý ở Việt Nam.
Biểu tượng vui được thiết kế với hình ảnh chú gà Hồ đang vươn mình đón nắng mặt trời như Thể thao Việt Nam hân hoan đón chào AIGs III. Chú gà mặc bộ trang phục thể thao khoẻ khoắn, với tay trái giang rộng đón chào bè bạn quốc tế, tay phải hình chữ V thể hiện niềm tin chiến thắng. Giữa áo là biểu tượng mặt trời đỏ OCA nằm sát cổ áo tạo thành hình tượng chiếc huy chương danh giá nhất của kỳ Đại hội. Chiếc huy chương này là niềm khát khao chiến thắng của các vãn động viên tham dự.
kí tên ;Huyy